# Національний конкурс «Благодійник року»
Національний конкурс «Благодійник року» — всеукраїнський конкурс, який проводився в Україні у 2007—2011 роках з метою сприяння розвитку і популяризації доброчинності в Україні через публічне визнання і відзначення найефективніших благодійних ініціатив, спрямованих на вирішення актуальних суспільних проблем. В оргкомітет конкурсу входили Всеукраїнський благодійний фонд «Дитячий Світ», Міжнародний благодійний фонд «Україна 3000», Центр філантропії, Інформаційно-аналітичний центр «Громадський простір», Інститут професійного фандрайзингу та Асоціація благодійників України.
У 2007 році Оргкомітет конкурсу направив звернення на ім'я Президента і Прем'єр-міністра України про запровадження професійного свята — дня благодійника. 13 грудня 2007 року Президент України підписав Указ, яким в Україні встановлюється День благодійництва, що відзначається щорічно у другу неділю грудня.
У 2012 році конкурс припинив своє існування.

## Мета і завдання
Національний конкурс «Благодійник року» проводився з метою:
- визначення на конкурсній основі найкращих благодійних ініціатив згідно з затвердженими критеріями та етичними нормами;
- проведення інформаційно-комунікаційної кампанії з питань благодійництва в Україні;
- організації заходів для забезпечення відкритого та прозорого процесу визначення та визнання найкращих благодійних ініціатив, спрямованих на вирішення актуальних суспільних проблем;
- популяризації найкращих зразків благодійництва в Україні як прикладу для наслідування та засвідчення благодійництва і філантропії в суспільстві.

## Історія конкурсу
Перша «проба пера» конкурсу «Благодійник року» була здійснена Фундацією імені князів-благодійників Острозьких у 2005 році у Рівненській області. Суть конкурсу полягала у визначенні найдостойніших благодійників у 5 номінаціях — культура і мистецтво, наука та освіта, охорона здоров'я, соціальна допомога, екологія. Організатори Національного конкурсу скористалися досвідом та авторським правом Фундації Острозьких.
Перший Національний конкурс «Благодійник року» презентовано 16 липня 2007 року. Його засновниками виступили Всеукраїнський благодійний фонд «Дитячий Світ», Міжнародний благодійний фонд «Україна 3000», Український форум благодійників та Центр філантропії. У першому конкурсі взяли участь 80 заявників. Визначені переможці в 5 номінаціях, а також регіональні переможці в усіх областях України.
Старт другого конкурсу оголосили 3 липня 2008 року. Викристалізовується процедура конкурсу, деталізується і значно збільшується кількість конкурсних номінацій, до яких додаються спеціальні призи і нагороди. На конкурс подано 108 заявок, визначено переможців у 13 номінаціях, вручено 8 спеціальних призів.
Третій конкурс розпочався 3 вересня 2009 року. З'являється можливість зареєструвати заявку в режимі online на офіційному сайті. Утворено Наглядову раду конкурсу. Відтепер до спостереження за перебігом та процесом визначення результатів залучається незалежна аудиторська компанія — «Юрзовнішсервіс». На конкурс поступило 106 заявок, визначено переможців в 12 номінаціях, вручено 9 спеціальних призів.
Четвертий конкурс стартував 31 березня 2010 року. Відповідно до Положення про конкурс, відбулася зміна голови Оргкомітету, голови Журі та складу Наглядової ради конкурсу. Створена Медіа-рада. Проведена широка робота з популяризації конкурсу в регіонах. Третій тиждень грудня оголошено Тижнем благодійності, у рамках якого ініційовано і підтримано низку акцій та подій, серед яких — перший Національний конгрес «Благодійна Україна». На конкурс подано 76 заявок, переможці визначені в 10 номінаціях, вручено 4 спеціальні призи.
П'ятий, ювілейний конкурс розпочався 29 березня 2011 року. Оголошено про початок роботи Асоціації благодійників України, створеної з ініціативи оргкомітету конкурсу «Благодійник року». З кола засновників конкурсу виходить Український форум благодійників. Оновлено список конкурсних номінацій та спеціальних призів. На конкурс подано 160 заявок, визначено переможців у 12 номінаціях, вручено 6 спеціальних призів.
У 2012 році старт Національного конкурсу «Благодійник року» не відбувся, а згодом конкурс припинив своє існування. Це сталося через відсутність діалогу між засновниками, організаторами та партнерами і прагнення виробити узгоджену позицію. Частина засновників виступала проти того, щоб проводити конкурс для благодійників у рік парламентських виборів, інша частина вважала, що непроведення конкурсу негативно вплине на розвиток благодійності в Україні і загалом на динаміку розвитку сектору, де протягом останніх років були започатковані традиції визнання та поширення найкращого досвіду роботи благодійних організацій. У жовтні 2012 року конкурс покинув співорганізатор та найбільший інформаційний партнер — ІАЦ «Громадський простір», а згодом про свій вихід зі складу засновників оголосив Міжнародний благодійний фонд «Україна 3000».
Восени 2012 року організації, які виступали за продовження традиції проведення в Україні конкурсу з відзначення найкращих благодійників, заснували Національний конкурс «Благодійна Україна».

## Переможці
За час проведення конкурсу в ньому взяли участь близько 500 компаній, громадських і благодійних організацій та приватних осіб. Понад 100 з них стали лауреатами та дипломантами конкурсу.